# Netzabschluss
Als Netzabschluss (englisch Network Termination, NT) bezeichnet man in der Telekommunikation den Punkt, an dem einem Endgerät der Zugang zu einem Kommunikationsnetz bereitgestellt wird.

## Aufgaben/Eigenschaften
Weil der Netzabschluss anders als angeschlossene Endgeräte noch zum Netz gehört, sind Fernwartungsfunktionen eingebaut, mit denen die Funktionsfähigkeit vom Netzbetreiber geprüft werden kann.
Der Netzabschluss ist außerdem der Punkt, an dem die Verantwortung des Netzbetreibers für die vertragsgemäße Betriebsfähigkeit aufhört. Fehlfunktionen auf der Teilnehmerseite des Netzabschlusspunktes fallen in den Verantwortungsbereich des Teilnehmers.
In Netzen, in denen wie beim Telefonnetz eine Vermittlung oder Leitwegbestimmung erfolgt, wird der Netzabschlusspunkt mit einer bestimmten Netzadresse bezeichnet, die mit der Rufnummer oder dem Namen eines Teilnehmers verknüpft sein kann.

## Arten

### Analoger Teilnehmeranschluss
Der Netzabschluss einer analogen Teilnehmeranschlussleitung wird als NTA (Network Termination analoger Teilnehmeranschluss) bezeichnet.
Seit der Liberalisierung des Endgerätemarktes durch die Postreform 1989 können Telefon-Teilnehmer in eigener Verantwortung Endgeräte (z. B. Telefon, Fax usw.) an das Telefonnetz anschließen. Der NTA des Netzbetreibers bildet die so genannte „1. Anschlussdose“ mit dem eingebauten passiven Prüfabschluss. Früher erfolgte der Netzabschluss durch die an den Verbinder- (VDo) oder Anschlussdosen (ADo) angeschlossenen Geräten selbst.

### ISDN
Beim ISDN bilden die Geräte NTBA und NTPM den Netzabschluss. Die Steckdosen dieser Geräte sind der Abschlusspunkt des ISDN.

#### NT-Typen
- den Netzabschluss für den ISDN-Basisanschluss: NTBA
- den Netzabschluss für den ISDN-Primärmultiplexanschluss: NTPM, wobei zwischen dem Netzabschluss mit Glasfaseranschluss (NTPMGF) und dem mit Kupferanschluss (NTPMKU) zu differenzieren ist, sowie
- den bilingualen Netzabschluss für den ISDN-Basisanschluss NTBIBA (Network Termination for Bilingual Basic Access), über den an einem Euro-ISDN-Anschluss (DSS1) Endgeräte des 1TR6-ISDN und E-DSS1 gemischt betrieben werden können.

Die wichtigste Aufgabe der ISDN-NT ist, die übertragungstechnische Schnittstelle zwischen den U- und S-Referenzpunkten (UK0 und S0 beim Basisanschluss, UK2 und S2M beim Primärmultiplexanschluss) zu realisieren.
Der Netzabschluss koordiniert beim busförmig ausgeführten ISDN-Basisanschluss zusätzlich den Zugriff der Endgeräte.

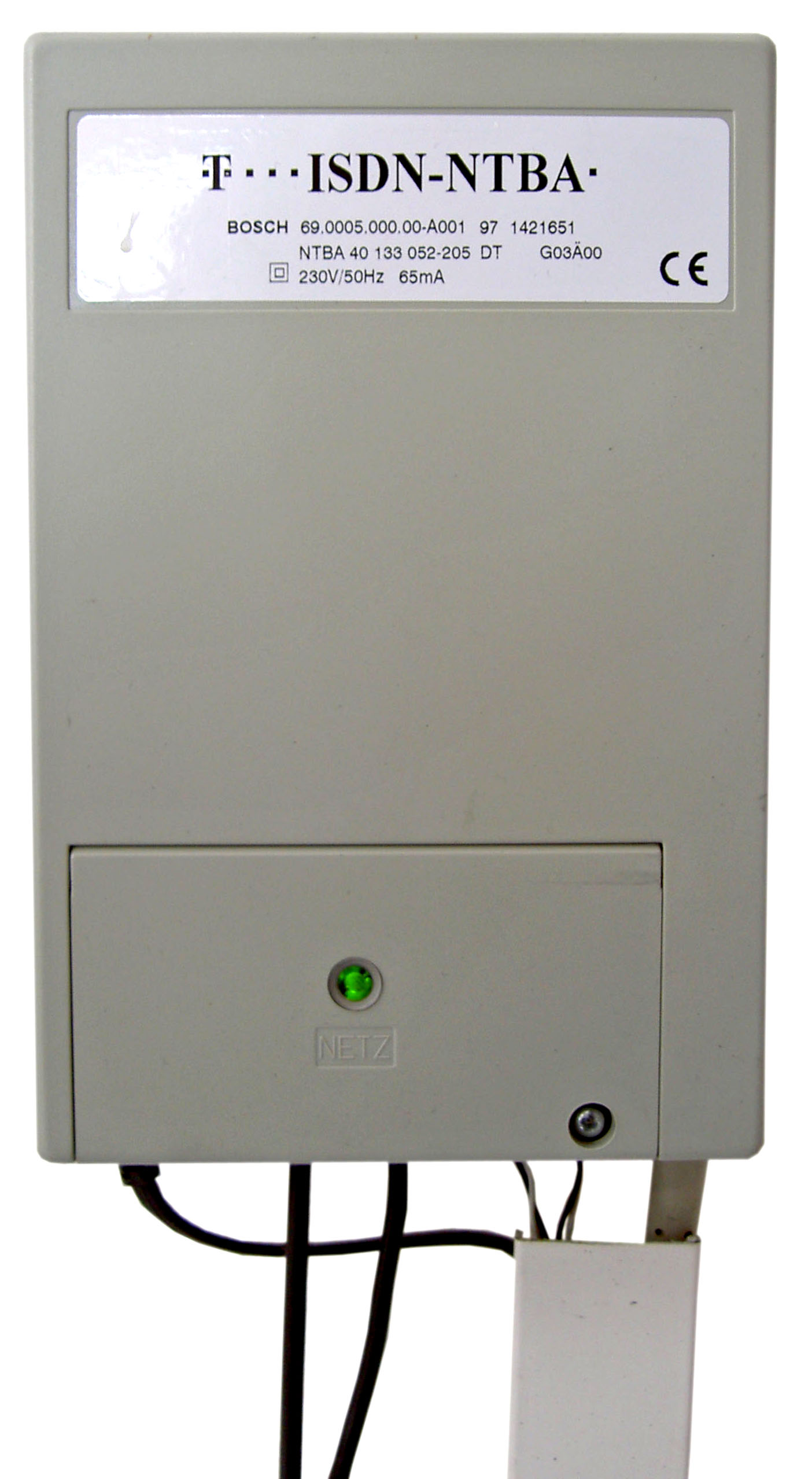
NT für ISDN-Basisanschluss (NTBA)
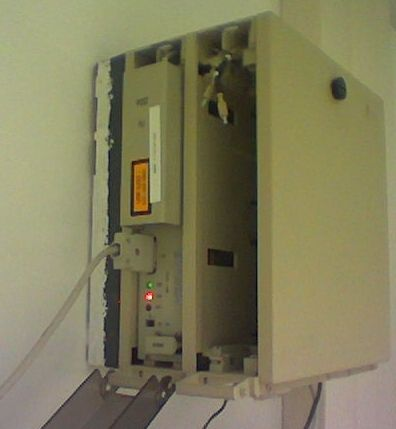
NT für ISDN-Primärmultiplexanschluss (NTPMGF)

#### Begriffserklärungen
- S0 = teilnehmerseitige Schnittstelle beim Basisanschluss
- S2M = teilnehmerseitige Schnittstelle beim Primärmultiplexanschluss
- UK0 = netzseitige Schnittstelle beim Basisanschluss
- UK2 = netzseitige Schnittstelle beim Primärmultiplexanschluss

### Optische Zugangsnetze
Bei optischen Anschlussleitungen (Optische Zugangsnetze) ist die Optical Network Unit der Netzabschluss.

### Next Generation Network (NGN)/Datenanschluss
Datenanschlüsse haben in der Regel ein Modem (meist ein DSL-Modem oder Kabelmodem) als Netzabschluss; darauf basierende NGN-Anschlüsse verwenden ein Integrated Access Device zum Netzabschluss; bei asymmetrischen T-DSL-Anschlüssen der Deutschen Telekom fällt das DSL-Modem nach U-R2-Standard bereits in den Verantwortungsbereich des Teilnehmers und der Splitter stellt den vertraglichen Netzabschluss dar.

### Mobilfunk
Im Mobilfunk bildet die Funkschnittstelle zwischen Mobilfunksender und Mobilstation zusammen mit der SIM-Karte den Netzabschluss.

### Standleitung
Auch bei Standleitungen und anderen Verbindungswegen gibt es Netzabschlusspunkte.